# Große Flussmuschel
Die Große Flussmuschel, auch Aufgeblasene Flussmuschel (Unio tumidus) ist eine der großen Süßwasser-Muscheln, die im Deutschland des beginnenden 21. Jahrhunderts als vom Aussterben bedrohte Tierart gilt.

## Merkmale
Das Gehäuse der Muschel ist bohnen- oder nierenförmig und ist meist 8 bis 10 Zentimeter lang, in selteneren Ausnahmen auch bis 12 Zentimeter. Die Schale ist meist bräunlich oder schwarz und oft mit Kalk oder einem schwarzen Eisen-Mangan-Überzug verkrustet. Der Weichkörper der Flussmuschel ist hell und am Hinterteil befindet sich die große Einströmöffnung und eine darüber befindliche glattrandige Ausströmöffnung. Das Vorderteil des Gehäuses wird von der Muschel eingegraben, so dass nur die Ein- und Ausströmungsöffnung an der Rückseite herausragen. Sie besitzt zur Fortbewegung einen Fuß, den sie an der Unterseite zwischen den Klappen zur Fortbewegung herausstrecken kann. Die Große Flussmuschel kann sehr alt werden. Einzelne Exemplare erreichen ein Alter von über 50 Jahren.
Rechte und linke Klappe des gleichen Tieres:

Rechte Klappe
Linke Klappe

## Lebensweise, Vorkommen und Verbreitung
Sie lebt sowohl in Seen wie auch in langsamfließenden Flüssen auf Sandgründen. Bevorzugt werden jedoch Seen, wo sie besonders häufig in der vom Wellenschlag beeinflussten Uferzone lebt. Sie geht bis in mehrere Meter Wassertiefe. Bekannte größere Populationen bestehen durch die industriebedingten starken Flusswasserverschmutzungen nur noch in den verhältnismäßig sauberen Seen im Norden Deutschlands. So gibt es größere Vorkommen in Schleswig-Holstein im östlichen Hügelland und in Mecklenburg-Vorpommern (z. B. in der Feldberger Seenlandschaft). Hier wurden z. T. noch hohe Bestandsdichten mit bis zu 70 Individuen pro m² beobachtet. Das (ursprüngliche) Verbreitungsgebiet der Großen Flussmuschel erstreckt sich in Europa von Ostfrankreich und der Westschweiz durch Mitteleuropa bis ins nördliche Skandinavien (Polarkreis) sowie im Osten bis zum Uralgebirge, in der Donau kommt sie ab Wien vor.

## Weblink
- Unio tumidus in der Roten Liste gefährdeter Arten der IUCN 2013.1. Eingestellt von: Van Damme, D., 2011. Abgerufen am 22. November 2013.